# NGC 5387
NGC 5387 est une galaxie spirale vue par la tranche et située dans la constellation de la Vierge. Sa vitesse par rapport au fond diffus cosmologique est de 5 485 ± 19 km/s, ce qui correspond à une distance de Hubble de 80,9 ± 5,7 Mpc (∼264 millions d'al). NGC 5387 a été découvert par l'astronome  allemand Albert Marth en 1864.
La classe de luminosité de NGC 5387 est II-III et elle présente une large raie HI.
À ce jour, sept mesures non basées sur le décalage vers le rouge (redshift) donnent une distance de 75,714 ± 7,880 Mpc (∼247 millions d'al), ce qui est à l'intérieur des valeurs de la distance de Hubble. Notons cependant que c'est avec la valeur moyenne des mesures indépendantes, lorsqu'elles existent, que la base de données NASA/IPAC calcule le diamètre d'une galaxie et qu'en conséquence le diamètre de NGC 5387 pourrait être d'environ 42,4 kpc (∼138 000 al) si on utilisait la distance de Hubble pour le calculer.